# Campionato francese di rugby a 15 1897-1898
Il Campionato francese di rugby a 15 1897-1898 fu la settima edizione del Campionato francese di rugby a 15 e fu vinto dallo Stade français al termine di un girone unico a sei squadre di sola andata.

## Classifica finale
1. Stade français 10 punti
2. Racing 6
3. Olympique 6
4. Ligue Athlétique 6
5. U.A. Premier 2
6. Cosmopolitan Club 0